# Aimer à perdre la raison (chanson)
Pour l’article homonyme, voir Aimer à perdre la raison.
Pistes de Aimer à perdre la raison
L'Adresse du bonheur Et pour l'exemple
Aimer à perdre la raison est un texte poétique écrit par Louis Aragon ; mis en musique et interprété par Jean Ferrat, la chanson sort en avril 1971 sur l'album auquel elle donne son nom chez Barclay.

## La chanson
La chanson Aimer à perdre la raison est adaptée du poème de Louis Aragon « La Croix pour l’ombre », issue du chapitre « Chants du Medjnoûn » dans le recueil de poèmes Le Fou d'Elsa.
Elle reprend la quatrième strophe de ce poème comme refrain et les cinquièmes et sixièmes strophes comme couplets, à chaque fois amputées de leur dernier vers.
Le texte évoque l'amour dans tous ses états et l'espoir qu'il apporte dans la vie, face à la misère et à la tristesse.

## Reprises
Le titre est repris par Catherine Ribeiro en 1992 sur l'album L'amour aux nus, puis en 1995 sur l'album Vivre Libre.
Aimer à perdre la raison est chanté en 2007 par les Enfoirés qui en ont fait leur chanson symbole (voir La Caravane des Enfoirés). Cette version reprend en deuxième couplet complémentaire, la troisième strophe du poème de Louis Aragon, non utilisée par Jean Ferrat.